# 南戈林 (密蘇里州)
南戈林（英語：South Gorin）是位於美國密蘇里州蘇格蘭縣的城市。

## 人口
根據2020年美國人口普查的數據，南戈林的面積為0.53平方千米，皆為陸地。當地共有人口62人，而人口密度為每平方千米117人。